# Lenur Tiemirow
Lenur Sierwierowicz Tiemirow (ros. Ленур Серверович Темиров; ur. 1 stycznia 1990) – ukraiński i rosyjski zapaśnik walczący w stylu klasycznym. Dwukrotny olimpijczyk. Piąty w Tokio 2020 w kategorii 60 kg i osiemnasty w Londynie 2012 w tej samej kategorii.
Brązowy medalista mistrzostw świata w 2018 i 2021; piąty w 2019. Trzeci na mistrzostwach Europy w 2019 i 2020; piąty w 2013. Wicemistrz Europy juniorów i trzeci na MŚ w 2010 roku.
Z pochodzenia jest Tatrem krymskim.
Po aneksji Krymu przez Rosję w 2014 roku brał jeszcze udział w mistrzostwach Ukrainy, a w 2017 roku wystąpił w mistrzostwach Rosji, zajmując piątą lokatę.